# ساتسوكي يوكينو
ساتسوكي يوكينو (ゆきのさつき يوكينو ساتسوكي, الكتابات السابقة لإسمها:雪乃五月, 雪野五月)(اسمها الحقيقي يوكي إينوي (井上由起 إينوي يوكي)) هي مؤدية أصوات يابانية ولدت في 25 مايو 1970 في أوتسو، شيغا.

## أدوارها في الأنمي

### مسلسلات أنمي تلفزيونية
- إينوياشا - كاغومي هيغوراشي
- إينوياشا: الجزء الأخير - كاغومي هيغوراشي
- المحقق كونان - موميجي أوكا
- فل ميتال بانيك! - كانامي تشيدوري
- فل ميتال بانيك؟ فوموفو - كانامي تشيدوري
- فل ميتال بانيك! The Second Raid - كانامي تشيدوري
- فل ميتال بانيك! Invisible Victory - كانامي تشيدوري
- بليتش - يورويتشي شيهوين
- ترايجان - ميلي تومبسون
- لاف هينا - موتسومي أوتوهيمي
- عندما تبكي حشرة الليل - ميون سونوزاكي، شيون سونوزاكي
- عندما تبكي حشرة الليل:الحل - ميون سونوزاكي، شيون سونوزاكي
- المحارب الكوني - ميتيل
- جينيريتر غاول - ماسامي
- R.O.D -THE TV- - نينيني سوميريغاوا
- غينشيكين - ساكي كوساكابي
- بلانيتيس - آي تانابي
- باني بوني داش! - ري تاتشيبانا
- جنود السايبورغ - رقم 3
- إكسل ساغا - روبّونماتسو الثانية
- آي يوري آوشي - تينا فوستر
- آي يوري أوشي: إنيشي - تينا فوستر
- X - هوكوتو سوميراغي
- إنجليك لاير - تامايو كيزاكي
- غينتاما - تاي شيمورا
- غينتاما’ - تاي شيمورا
- غينتاما゜ - تاي شيمورا
- غينتاما. - تاي شيمورا
- MADLAX - فانيسا ريني
- كلايمور - رافايلا
- دي جرايمان - الضابطة مور
- كلاند - ميساي ساغارا
- كلاند بعد القصة - ميساي ساغارا
- هيتوهيرا - ميراي ساكاكي
- ناباري نو أو - ياي أودا
- خيميائي الفولاذ: فل ميتال ألكيميست - روز توماس
- شين مازنجر الجزء Z - غاميا كيو
- هيرومان - كاثرين جونز
- رغم كل ذلك, البلدة تدور - شيزوكا كاميدو
- غوسيك - جاكلين
- سلسلة مونوغاتاري الموسم الثاني - إيزوكو غاين
- أواريمونوغاتاري - إيزوكو غاين
- فري! - ميهو أماكاتا، ماكوتو تاتشيبانا (أيام الطفولة)
- فري! Eternal Summer - ميهو أماكاتا
- هيوكا - توموي أوريكي
- فريزينغ فايبريشن - سكارلت أوهارا
- ريف ماستر - كاتليا غلوري
- تيلز أوف ذي أبيس - أرييتا
- مغامرة جوجو الغريبة: ستارداست كروسيدرز - نينا
- معرض الفن المزيف - سايوكو ميتامورا، رومي
- سينت سيا أوميغا - كوغا (أيام الطفولة)
- غود إيتر - والدة لينكا أوتسوغي
- بوكيمون - ستيلا، إيميلي, ميزي
- بوكيمون إكس/واي - فاليري
- ون بيس - تاجيو، كوالا
- حارسات التوجي - إيروها غوجو
- ياشاهيمي: أميرة أنصاف الشياطين - كاغومي هيغوراشي
- ذا لو أوف ويكي، مارلين كاري

### أنمي الإنترنت
- سيلور مون كريستال - كوان

### أوفا أنمي
- لاف هينا Again - موتسومي أوتوهيمي
- عندما تبكي حشرة الليل:الامتنان - ميون سونوزاكي، شيون سونوزاكي

### أفلام أنمي
- فيلم بليتش: ذا دياموند داست ريبيليون, هيورينمارو آخر - يورويتشي شيهوين
- فيلم بليتش: فيد تو بلاك, أنادي اسمك - يورويتشي شيهوين
- إينوياشا: مشاعر تتخطى الزمان - كاغومي هيغوراشي
- إينوياشا: قلعة الخيال في المرآة - كاغومي هيغوراشي
- إينوياشا: سيف الحكم المطلق - كاغومي هيغوراشي
- إينوياشا: جزيرة هوراي القرمزية - كاغومي هيغوراشي
- ترايجان Badlands Rumble - ميلي تومبسون
- فيلم غينتاما: الترجمة الجديدة, فصل بينيزاكورا - تاي شيمورا
- فيلم غينتاما: الخاتمة, يوروزويا للأبد - تاي شيمورا
- فري! تايمليس ميدلي - ميهو أماكاتا
- فري! تيك يور ماركز - ميهو أماكاتا
- صوت صامت - مياكو إيشيدا

## أدوارها في ألعاب الفيديو
- تيلز أوف ذي أبيس - أرييتا
- ون بيس: بيرنينغ بلاد - كوالا

## وصلات خارجية
- ساتسوكي يوكينو على موقع IMDb (الإنجليزية)
- ساتسوكي يوكينو على موقع ميوزك برينز (الإنجليزية)
- ساتسوكي يوكينو على موقع قاعدة بيانات الفيلم (الإنجليزية)
- ساتسوكي يوكينو على موقع ANN person (الإنجليزية)